# Österreichische Alpine Skimeisterschaften 1977
Die Österreichischen Alpinen Skimeisterschaften 1977 fanden vom 9. bis zum 13. Februar in Bad Kleinkirchheim statt.

## Herren

### Abfahrt
| Platz | Name                | Zeit        |
| ----- | ------------------- | ----------- |
| 01    | Franz Klammer       | 1:46,47 min |
| 02    | Ernst Winkler       | 1:46,51 min |
| 03    | Leonhard Stock      | 1:47,06 min |
| 04    | Günter Alster       | 1:47,08 min |
| 05    | Josef Walcher       | 1:47,31 min |
| 06    | Andy Mill (USA)     | 1:47,34 min |
| 07    | Hans Enn            | 1:47,43 min |
| 08    | Karl Anderson (USA) | 1:47,73 min |
| 09    | Harti Weirather     | 1:47,84 min |
| 10    | Hans Kirchgasser    | 1:47,92 min |

Datum: 10. Februar 1977

Ort: Bad Kleinkirchheim

Piste: K 70

Streckenlänge: 2700 m
Die Abfahrtsstrecke wurde wegen Windes und Nebels von ursprünglich 3300 Metern Länge (Höhendifferenz 920 m) auf 2700 Meter verkürzt.

### Riesenslalom
| Platz | Name              | Zeit        |
| ----- | ----------------- | ----------- |
| 01    | Klaus Heidegger   | 3:01,32 min |
| 02    | Manfred Brunner   | 3:01,74 min |
| 03    | Hans Enn          | 3:03,26 min |
| 04    | Thomas Hauser     | 3:03,63 min |
| 05    | Hans Hinterseer   | 3:03,74 min |
| 06    | Wolfram Ortner    | 3:04,89 min |
|       | Alfred Steger     | 3:04,89 min |
| 08    | Ewald Zirbisegger | 3:05,11 min |
| 09    | Alois Morgenstern | 3:05,26 min |
| 10    | Gerhard Tauchner  | 3:05,58 min |

Datum: 11. Februar 1977

Ort: Bad Kleinkirchheim

Piste: Lärchegg

Streckenlänge: 1600 m

### Slalom
| Platz | Name               | Zeit        |
| ----- | ------------------ | ----------- |
| 01    | Klaus Heidegger    | 1:40,26 min |
| 02    | Manfred Brunner    | 1:41,44 min |
| 03    | Alois Morgenstern  | 1:41,77 min |
| 04    | Dodge (USA)        | 1:42,14 min |
| 05    | Wolfram Ortner     | 1:42,92 min |
| 06    | Josef Hessenberger | 1:43,34 min |
| 07    | Othmar Kirchmair   | 1:43,60 min |
| 08    | Hans Enn           | 1:43,63 min |
| 09    | Franz Gruber       | 1:45,51 min |
| 10    | Robert Schuchter   | 1:45,79 min |

Datum: 13. Februar 1977

Ort: Bad Kleinkirchheim

Piste: Strohsack

Höhendifferenz: 160 m

### Kombination
Die Kombination setzt sich aus den Ergebnissen von Slalom, Riesenslalom und Abfahrt zusammen.
| Platz | Name              |
| ----- | ----------------- |
| 1     | Hans Enn          |
| 2     | Harti Weirather   |
| 3     | Peter Wirnsberger |
| 4     | Uli Spieß         |

## Damen

### Abfahrt
| Platz | Name                      | Zeit        |
| ----- | ------------------------- | ----------- |
| 01    | Annemarie Moser-Pröll     | 1:33,61 min |
| 02    | Brigitte Habersatter      | 1:34,98 min |
| 03    | Nicola Spieß              | 1:36,02 min |
| 04    | Lea Sölkner               | 1:36,72 min |
| 05    | Elena Matous (IRI)        | 1:36,81 min |
| 06    | Gabi Hauser               | 1:37,53 min |
| 07    | Monika Kaserer            | 1:37,74 min |
| 08    | Brigitte Kerscher-Schroll | 1:38,32 min |
| 09    | Martina Ellmer            | 1:38,68 min |
| 10    | Heidi Riedler             | 1:39,50 min |

Datum: 9. Februar 1977

Ort: Bad Kleinkirchheim

Piste: K 70

Streckenlänge: 2300 m, Höhendifferenz: 670 m

Tore: 23

### Riesenslalom
| Platz | Name                  | Zeit        |
| ----- | --------------------- | ----------- |
| 01    | Lea Sölkner           | 1:27,73 min |
| 02    | Ingrid Eberle         | 1:28,04 min |
| 03    | Regina Sackl          | 1:28,31 min |
| 04    | Elena Matous (IRI)    | 1:28,36 min |
| 05    | Gabi Hauser           | 1:28,51 min |
| 06    | Ingrid Schmid-Gfölner | 1:28,53 min |
| 07    | Christine Loike       | 1:28,86 min |
| 08    | Heidi Riedler         | 1:29,48 min |
| 09    | Michaela Schaffner    | 1:30,08 min |
| 10    | Monika Riegler        | 1:30,26 min |

Datum: 10. Februar 1977

Ort: Bad Kleinkirchheim

Piste: Lärchegg

Streckenlänge: 1580 m, Höhendifferenz: 320 m

Tore: 49

### Slalom
| Platz | Name                      | Zeit        |
| ----- | ------------------------- | ----------- |
| 01    | Annemarie Moser-Pröll     | 1:19,31 min |
| 02    | Monika Kaserer            | 1:20,85 min |
| 03    | Ingrid Eberle             | 1:21,40 min |
| 04    | Brigitte Kerscher-Schroll | 1:22,34 min |
| 05    | Michaela Schaffner        | 1:22,65 min |
| 06    | Marlies Mathis            | 1:23,14 min |
| 07    | Sonja Plieseis            | 1:23,19 min |
| 08    | Martina Ellmer            | 1:23,43 min |
| 09    | Christine Loike           | 1:24,02 min |
| 10    | Langer                    | 1:24,45 min |

Datum: 12. Februar 1977

Ort: Bad Kleinkirchheim

Höhendifferenz: 135 m

Tore 1. Lauf: 49, Tore 2. Lauf: 50

### Kombination
Die Kombination setzt sich aus den Ergebnissen von Slalom, Riesenslalom und Abfahrt zusammen.
| Platz | Name                      |
| ----- | ------------------------- |
| 1     | Brigitte Kerscher-Schroll |
| 2     | Nicola Spieß              |
| 3     | Heidi Riedler             |
| 4     | Schneeweiß                |
| 5     | Patscheider               |